# Îles Chelbacheb
Les îles Chelbacheb, en anglais Rock Islands, sont un archipel inhabité des Palaos situés dans les États de Koror et Peleliu, au sud de la ville de Koror, la plus grande du pays.

## Géographie

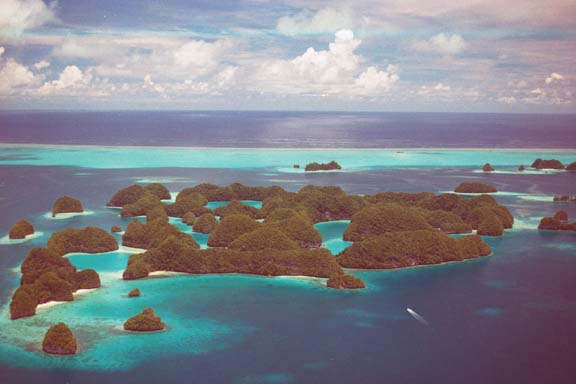
Vue aérienne des Ngerukewid.

Il est formé d'un récif corallien partiellement émergé en 450 îles couvrant 100 km2 de superficie. Ces îles prennent l'aspect de pitons calcaires ou d'îles vallonnées couvertes d'une forêt tropicale et parsemés de nombreux lacs. L'un des plus connus et visités est le lac aux Méduses.

## Protection
Les îles sont protégées depuis 1956 pour leur biodiversité. L'association Dolphins Pacific a fondé un centre d'études des dauphins. Ce parc accueille les enfants des Palaos, sensibilisés à l'environnement dès l'école primaire.
En 2012, le site est classé au patrimoine mondial de l'Unesco.